# 삼고
3고(三苦)는 고고(苦苦) · 괴고(壞苦) · 행고(行苦)의 3가지 고통을 말한다.
3고는 불교의 주요 교의인 고제(苦諦) · 집제(集諦) · 멸제(滅諦) · 도제(道諦)의 4성제(四聖諦) 중 첫 번째의 고제(苦諦)와 관련된 불교 교의 또는 사상이며, 또한 색온(色蘊) · 수온(受蘊) · 상온(想蘊) · 행온(行蘊) · 식온(識蘊)의 5온(五蘊) 가운데 수온(受蘊), 그리고 부파불교의 설일체유부의 5위 75법의 법체계와 대승불교의 유식유가행파와 법상종의 5위 100법의 법체계에서 수(受)의 마음작용과 관련된 불교 교의 또는 사상이다.
3고 중 행고(行苦)는 불교의 수행과 깊은 관련이 있는 것으로, 생멸하고 천류하고 변괴하는 유위법을 유위법으로 바르게 느끼는 것, 즉 행고(行苦)를 느끼는 수(受)의 마음작용을 개발하는 것을 수염(修厭), 즉 '염(厭, 산스크리트어: nirvid)을 닦는 것' 또는 '싫어하는 마음을 닦는 것'이라 한다. 《잡아함경》 제2권 제58경 〈음근경(陰根經)〉에서 고타마 붓다는 수염(修厭)을 닦으면 탐욕[欲]을 떠날 수 있고,  탐욕[欲]을 떠날 수 있으면 해탈하게 된다고 말하고 있다. 수(受)의 마음작용과 관련하여, 세친은 《구사론》에서, 윤회의 근본원인은 무명(無明)이지만, 무명을 일으켜 생사를 윤회하게 하는 실제적인 가장 큰 원인은 전도(顚倒)된 수(受)와 상(想)의 마음작용, 즉 수취온(受取蘊)과 상취온(想取蘊)이라고 말하고 있다.

## 고고
고고(苦苦)는 자기의 마음(6식 또는 8식, 즉 심왕, 즉 심법)에 거슬리는 법(法: 존재, 인식대상 또는 경계)을 만나고 떠날 때, 그 법을 만날 때 느끼게 되는 괴로움의 느낌[苦受]에 의해 심신이 괴로움을 받는 것을 말한다.

## 괴고
괴고(壞苦)는 자기의 마음(6식 또는 8식, 즉 심왕, 즉 심법)에 맞는 법(法: 존재, 인식대상 또는 경계)을 만나고 떠날 때, 그 법을 만날 때는 즐거움의 느낌[樂受]에 의해 즐거우나 그 법이 사라질 때 받게 되는 괴로움을 말한다.

## 행고
행고(行苦)는 자기의 마음(6식 또는 8식, 즉 심왕, 즉 심법)에 거슬리는 것도 아니고 맞는 것도 아닌 무기(無記)의 법(法: 존재, 인식대상 또는 경계)을 만나고 떠날 때 괴롭지도 즐겁지도 않은 느낌[捨受]을 느끼지만, 그 법이 인연에 의해 생멸(生滅)하고 천류(遷流)하고 변괴(變壞)하는 것을 보며 바르게 느끼는 괴로움[苦]을 말한다.
즉, 그 법이 무상(無常)한 것이며 무상(無常)한 것이므로 괴로운[苦] 것이며 무상(無常)하고 괴로운[苦] 것이므로 변하고 바뀌는 법[變易法], 즉 유위법(有爲法)이라고 느끼는[受] 것을 말한다. 즉, 그 유위법을 마치 불생불멸의 무위법(無爲法)인 것처럼 전도(顚倒)되이 느끼는[受] 것이 아니라, 그 유위법을 무위법이 아니라 유위법이라고 바르게 느끼는[受] 것을 말한다.
특히, 행고(行苦)에 대한 것은 초기불교의 《아함경》에서 매우 많이 발견되는 내용인데, 예를 들어, 《잡아함경》의 제2권 제58경 〈음근경(陰根經)〉에는 다음과 같은 고타마 붓다의 설명이 있다. 아래 인용문에서 수염(修厭), 즉 '염(厭, 산스크리트어: nirvid)을 닦는 것' 또는 '싫어하는 마음을 닦는 것'은 유위법을 유위법으로 바르게 느끼는 것, 즉 행고(行苦)를 느끼는 수(受)의 마음작용을 개발하는 것을 말한다.
云何比丘。色為常耶。為非常耶。　

答言。無常。世尊。　

若無常者。是苦耶。

答言。是苦。世尊。　

若無常．苦。是變易法。多聞聖弟子於中寧見是我．異我．相在不。　

答言。不也。世尊。　

受．想．行．識亦復如是。

是故。比丘。若所有色。若過去．若未來．若現在。若內．若外。若麤．若細。若好．若醜。若遠．若近。彼一切非我．非我所。如是見者。是為正見。受．想．行．識亦復如是。

多聞聖弟子如是觀者便修厭。厭已離欲。離欲已解脫。解脫知見。我生已盡。梵行已立。所作已作。自知不受後有。

어떤가? 비구들아, 색음[色]은 항상[常]한가, 무상[非常]한가?" 

비구들은 대답하였다. "무상(無常)합니다. 세존이시여."

"만일 무상(無常)하다면 그것은 괴로운[苦] 것인가?"

"그것은 괴로운[苦] 것입니다. 세존이시여."

"만일 무상(無常)하고 괴로운[苦] 것이라면 그것은 변하고 바뀌는 법[變易法]이다. 그런데도 많이 아는 거룩한 제자들[多聞聖弟子]이 과연 그런 것에 대해 '이것은 나다[是我]. 이것은 나와 다르다[異我]. 이것은 나와 나 아닌 것이 함께 있는 것이다[相在]'라고 보겠는가?"

"아닙니다. 세존이시여."

"수(受) · 상(想) · 행(行) · 식(識)에 있어서도 또한 그러하다."

"그러므로 비구들아, 만일 '존재하는 모든 색[所有色]은 과거(過去)에 속한 것이건 미래(未來)에 속한 것이건 현재(現在)에 속한 것이건, 안[內]에 있는 것이건 밖[外]에 있는 것이건, 거칠[麤]건 미세[細]하건, 아름답[好]건 추하[醜]건, 멀리[遠] 있는 것이건 가까이[近] 있는 것이건, 그 일체는 나도 아니요[非我], 내가 있는 곳도 아니다[非我所]'라고 이렇게 본다면, 그것은 바른 소견[正見]이다."

"수(受) · 상(想) · 행(行) · 식(識)에 있어서도 또한 그러하다."

"이렇게 보는 많이 아는 거룩한 제자들[多聞聖弟子]은 곧 그것[5온, 일체의 유위법]을 싫어하는 마음을 닦고[修厭], 싫어하는 마음[厭]을 닦은 뒤에는 탐욕[欲]을 떠나며, 탐욕[欲]을 떠난 뒤에는 해탈(解脫)하고, 해탈한 뒤에는 해탈지견(解脫知見)이 생겨

'나의 [윤회의] 생은 이미 다하였고[我生已盡],

범행(梵行: 청정과 적정)은 이미 섰으며[梵行已立],

해야할 일은 이미 [모두] 마쳤으므로[所作已作, 즉 배워야 할 것을 다 배웠으므로, 즉 무학위(無學位)에 도달하였으므로],

다음의 유(有: 윤회, 윤회의 삶)를 받지 않는다[不受後有, 즉 나에게는 윤회가 더 이상 필요치 않다]'라고
스스로 안다[自知]."
— 《잡아함경》 제2권 제58경 〈음근경(陰根經)〉. 한문본 & 한글본

## 참고 문헌
- 곽철환 (2003). 《시공 불교사전》. 시공사 / 네이버 지식백과. |title=에 외부 링크가 있음 (도움말)
- 구나발타라(求那跋陀羅) 한역 (K.650, T.99). 《잡아함경(雜阿含經)》. 한글대장경 검색시스템 - 전자불전연구소 / 동국역경원. K.650(18-707), T.99(2-1). |title=에 외부 링크가 있음 (도움말)
- 서정형 (2006). 《원효 『금강삼매경론』(해제)》. 서울대학교 철학사상연구소 / 네이버 지식백과. |title=에 외부 링크가 있음 (도움말)
- 세친 지음, 현장 한역, 권오민 번역 (K.955, T.1558). 《아비달마구사론》. 한글대장경 검색시스템 - 전자불전연구소 / 동국역경원. K.955(27-453), T.1558(29-1). |title=에 외부 링크가 있음 (도움말)
- 운허.  동국역경원 편집, 편집. 《불교 사전》. |title=에 외부 링크가 있음 (도움말)
- 호법 등 지음, 현장 한역, 김묘주 번역 (K.614, T.1585). 《성유식론》. 한글대장경 검색시스템 - 전자불전연구소 / 동국역경원. K.614(17-510), T.1585(31-1). |title=에 외부 링크가 있음 (도움말)
- 황욱 (1999). 《무착[Asaṅga]의 유식학설 연구》. 동국대학원 불교학과 박사학위논문.
- (중국어) 구나발타라(求那跋陀羅) 한역 (T.99). 《잡아함경(雜阿含經)》. 대정신수대장경. T2, No. 99, CBETA. |title=에 외부 링크가 있음 (도움말)
- (중국어) 星雲. 《佛光大辭典(불광대사전)》 3판. |title=에 외부 링크가 있음 (도움말)
- (중국어) 세친 조, 현장 한역 (T.1558). 《아비달마구사론(阿毘達磨俱舍論)》. 대정신수대장경. T29, No. 1558, CBETA. |title=에 외부 링크가 있음 (도움말)
- (중국어) 호법 등 지음, 현장 한역 (T.1585). 《성유식론(成唯識論)》. 대정신수대장경. T31, No. 1585, CBETA. |title=에 외부 링크가 있음 (도움말)